# فيتينبيرغورن
فيتينبيرغورن (بالإنجليزية: Wittenberghorn)‏ هو أحد جبال سلسلة جبال الألب البرنية ويقع في كانتون برن/كانتون فود في سويسرا. يحتل المرتبة رقم 344 في قائمة جبال سويسرا من حيث الارتفاع، إذ يبلغ ارتفاعه حوالي 2350 متر، بينما يبلغ ارتفاع نتوء الجبل 465 متر.